# Liste de statues équestres d'Italie
Cet article recense les statues équestres en Italie.

## Liste

### Calabre
| Œuvre  | Auteur | Commune           | Localisation                      | Notes | Installation        | Coordonnées    | Illustration              |
| ------ | ------ | ----------------- | --------------------------------- | ----- | ------------------- | -------------- | ------------------------- |
| Castor |        | Reggio de Calabre | Musée national de la Grande-Grèce |       | Ve siècle av. J.-C. | à géolocaliser | Castor, Reggio de Calabre |
| Pollux |        | Reggio de Calabre | Musée national de la Grande-Grèce |       | Ve siècle av. J.-C. | à géolocaliser | Pollux, Reggio de Calabre |

### Campanie
| Œuvre                | Auteur                                   | Commune | Localisation                           | Notes | Installation | Coordonnées                       | Illustration                 |
| -------------------- | ---------------------------------------- | ------- | -------------------------------------- | ----- | ------------ | --------------------------------- | ---------------------------- |
| Charles III          | Antonio Canova                           | Naples  | Piazza del Plebiscito                  |       | 1819         | 40° 50′ 09″ nord, 14° 14′ 53″ est | Charles III, Naples          |
| Armando Diaz         | Gino Cancellotti (it) et Francesco Nagni | Naples  | Via Francesco Caracciolo               |       | 1936         | 40° 49′ 56″ nord, 14° 13′ 49″ est | Image manquante              |
| Ferdinand Ier        | Antonio Canova et Antonio Calì (it)      | Naples  | Piazza del Plebiscito                  |       | 1829         | 40° 50′ 07″ nord, 14° 14′ 54″ est | Ferdinand Ier, Naples        |
| Marcus Nonius Balbus |                                          | Naples  | Musée archéologique national de Naples |       |              | à géolocaliser                    | Marcus Nonius Balbus, Naples |
| Victor-Emmanuel II   | Alfonso Balzico                          | Naples  | Piazza Giovanni Bovio                  |       | 1880         | 40° 50′ 37″ nord, 14° 15′ 20″ est | Victor-Emmanuel II, Naples   |

### Émilie-Romagne
| Œuvre              | Auteur                                    | Commune   | Localisation          | Notes | Installation | Coordonnées                       | Illustration                 |
| ------------------ | ----------------------------------------- | --------- | --------------------- | ----- | ------------ | --------------------------------- | ---------------------------- |
| Giuseppe Garibaldi | Arnaldo Zocchi (en)                       | Bologne   | Via dell'Indipendenza |       | 1900         | 44° 29′ 58″ nord, 11° 20′ 39″ est | Giuseppe Garibaldi, Bologne  |
| Niccolò III d'Este | Giacomo Zilocchi et Leon Battista Alberti | Ferrare   | Palazzo Municipale    |       | 1451         | 44° 50′ 10″ nord, 11° 37′ 09″ est | Niccolò III d'Este, Ferrare  |
| Alexandre Farnèse  | Francesco Mochi                           | Plaisance | Piazza dei Cavalli    |       | 1625         | 45° 03′ 09″ nord, 9° 41′ 36″ est  | Alexandre Farnèse, Plaisance |
| Ranuce II Farnèse  | Francesco Mochi                           | Plaisance | Piazza dei Cavalli    |       | 1620         | 45° 03′ 10″ nord, 9° 41′ 34″ est  | Ranuce II Farnèse, Plaisance |

### Latium
| Œuvre                    | Auteur                                 | Commune | Localisation                     | Notes                                                                                              | Installation   | Coordonnées                       | Illustration             |
| ------------------------ | -------------------------------------- | ------- | -------------------------------- | -------------------------------------------------------------------------------------------------- | -------------- | --------------------------------- | ------------------------ |
| Simón Bolívar            | Pietro Canonica                        | Rome    | Piazzale Simon Bolivar           | Fait face à la statue équestre de José de San Martin, de l'autre côté de la viale delle Belle Arti | 1934           | 41° 55′ 04″ nord, 12° 28′ 50″ est | Image manquante          |
| Monument aux Carabiniers | Barbarino Jannucci                     | Rome    | Piazza del Risorgimento          | | 2003           | 41° 54′ 23″ nord, 12° 27′ 31″ est | Image manquante          |
| Charles-Albert           | Raffaello Romanelli                    | Rome    | Villa Carlo Alberto al Quirinale | | 1900           | 41° 53′ 59″ nord, 12° 29′ 18″ est | Charles-Albert, Rome     |
| Anita Garibaldi          | Mario Rutelli                          | Rome    |                                  | | 1932           | 41° 53′ 36″ nord, 12° 27′ 36″ est | Anita Garibaldi, Rome    |
| Giuseppe Garibaldi       | Emilio Gallori                         | Rome    | Piazza Garibaldi                 | | 1895           | 41° 53′ 29″ nord, 12° 27′ 39″ est | Giuseppe Garibaldi, Rome |
| Humbert Ier              | Davide Calandra (en) et Edoardo Rubino | Rome    | Villa Borghèse                   | | 1926           | 41° 54′ 44″ nord, 12° 29′ 20″ est | Humbert Ier, Rome        |
| Marc Aurèle              |                                        | Rome    | Piazza del Campidoglio           | Réplique de la statue équestre conservée dans les musées du Capitole                               | 1981           | 41° 53′ 35″ nord, 12° 28′ 59″ est | Marc Aurèle, Rome        |
| Marc Aurèle              |                                        | Rome    | Musées du Capitole               | Unique statue équestre de la Rome antique qui soit parvenue jusqu'à notre époque                   | ~ 175          | à géolocaliser                    | Marc Aurèle, Rome        |
| José de San Martin       | Ado Furlan (it)                        | Rome    | Piazza José de San Martin        | Fait face à la statue équestre de Simón Bolívar, de l'autre côté de la viale delle Belle Arti      | 1951           | 41° 55′ 00″ nord, 12° 28′ 48″ est | Image manquante          |
| Skanderbeg               | Raffaello Romanelli                    | Rome    | Piazza Albania                   | | 1940           | 41° 52′ 47″ nord, 12° 28′ 59″ est | Image manquante          |
| Victor-Emmanuel II       | Enrico Chiaradia et Emilio Gallori     | Rome    | Piazza Venezia                   | | 1885-1911/1935 | 41° 53′ 41″ nord, 12° 28′ 59″ est | Victor-Emmanuel II, Rome |
| Charlemagne              | Agostino Cornacchini                   | Vatican | Basilique Saint-Pierre           | | 1725           | 41° 54′ 06″ nord, 12° 27′ 18″ est | Charlemagne, Vatican     |
| Constantin Ier           | Gian Lorenzo Bernini                   | Vatican | Basilique Saint-Pierre           | | 1670           | à géolocaliser                    | Image manquante          |

### Ligurie
| Œuvre                   | Auteur               | Commune   | Localisation      | Notes | Installation | Coordonnées                      | Illustration                  |
| ----------------------- | -------------------- | --------- | ----------------- | ----- | ------------ | -------------------------------- | ----------------------------- |
| Monument aux morts      |                      | Chiavari  | Piazza Roma       |       | 1968         | 44° 18′ 53″ nord, 9° 19′ 45″ est | Monument aux morts, Chiavari  |
| Giuseppe Garibaldi      | Augusto Rivalta      | Gênes     | Piazza De Ferrari |       | 1879         | 44° 24′ 28″ nord, 8° 56′ 04″ est | Giuseppe Garibaldi, Gênes     |
| Victor-Emmanuel II      | Giuseppe Sacconi     | Gênes     | Piazza Corvetto   |       | 1886         | 44° 24′ 36″ nord, 8° 56′ 18″ est | Victor-Emmanuel II, Gênes     |
| Giuseppe Garibaldi (it) | Antonio Garella (it) | La Spezia |                   |       | 1913         | 44° 06′ 08″ nord, 9° 49′ 22″ est | Giuseppe Garibaldi, La Spezia |
| Giuseppe Garibaldi      | Leonardo Bistolfi    | Savone    |                   |       | 1927         | 44° 18′ 10″ nord, 8° 28′ 57″ est | Giuseppe Garibaldi, Savone    |

### Lombardie
| Œuvre                 | Auteur                                | Commune       | Localisation                   | Notes                                     | Installation | Coordonnées                       | Illustration                     |
| --------------------- | ------------------------------------- | ------------- | ------------------------------ | ----------------------------------------- | ------------ | --------------------------------- | -------------------------------- |
| Bartolomeo Colleoni   | Leonardo Siry et Sisto da Norimberga  | Bergame       | Cappella Colleoni              |                                           | 1501         | 45° 42′ 12″ nord, 9° 39′ 43″ est  | Bartolomeo Colleoni, Bergame     |
| Saint Alexandre       |                                       | Bergame       | Basilique Santa Maria Maggiore | Porche nord                               |              | 45° 42′ 11″ nord, 9° 39′ 44″ est  | Saint Alexandre, Bergame         |
| Giuseppe Garibaldi    | Eugenio Maccagnani (it)               | Brescia       | Piazzale Giuseppe Garibaldi    |                                           | 1889         | 45° 32′ 30″ nord, 10° 12′ 42″ est | Giuseppe Garibaldi, Brescia      |
| Enrico dell'Acqua     | Enrico Saroldi (en) et Amedeo Fontana | Busto Arsizio | Piazza Volontari della Libertà |                                           | 1929         | 45° 36′ 56″ nord, 8° 51′ 51″ est  | Enrico dell'Acqua, Busto Arsizio |
| Frédéric Barberousse  | Felice Vanelli                        | Lodi          | Piazzale 3 Agosto              |                                           | 2008         | 45° 19′ 04″ nord, 9° 29′ 57″ est  | Image manquante                  |
| Giuseppe Garibaldi    | Ettore Ximenes                        | Milan         | Largo Cairoli                  |                                           | 1895         | 45° 28′ 06″ nord, 9° 10′ 56″ est  | Giuseppe Garibaldi, Milan        |
| Giuseppe Missori      | Riccardo Ripamonti                    | Milan         | Piazza Giuseppe Missori        |                                           | 1916         | 45° 27′ 40″ nord, 9° 11′ 17″ est  | Giuseppe Missori, Milan          |
| Napoléon III          | Francesco Barzaghi                    | Milan         | Parco Sempione                 |                                           | 1886         | 45° 28′ 28″ nord, 9° 10′ 34″ est  | Image manquante                  |
| Oldrado da Tresseno   | Benedetto Antelami                    | Milan         | Palazzo della Ragione          |                                           | 1233         | 45° 27′ 54″ nord, 9° 11′ 16″ est  | Oldrado da Tresseno, Milan       |
| Victor-Emmanuel II    | Ercole Rosa (it)                      | Milan         | Piazza del Duomo               |                                           | 1879         | 45° 27′ 51″ nord, 9° 11′ 21″ est  | Victor-Emmanuel II, Milan        |
| Barnabé Visconti (it) | Bonino da Campione                    | Milan         | Château des Sforza             | Monument funéraire                        | 1363         | à géolocaliser                    | Barnabé Visconti, Milan          |
| Regisole              | Francesco Messina                     | Pavie         | Piazza del Duomo               | Copie d'une statue de l'antiquité tardive | 1937         | 45° 11′ 05″ nord, 9° 09′ 09″ est  | Regisole, Pavie                  |

### Molise
| Œuvre        | Auteur             | Commune    | Localisation | Notes | Installation | Coordonnées                       | Illustration    |
| ------------ | ------------------ | ---------- | ------------ | ----- | ------------ | --------------------------------- | --------------- |
| Saint George | Alessandro Caetani | Campobasso |              |       | 2012         | 41° 33′ 28″ nord, 14° 39′ 33″ est | Image manquante |

### Ombrie
| Œuvre              | Auteur            | Commune | Localisation                      | Notes | Installation | Coordonnées                       | Illustration                |
| ------------------ | ----------------- | ------- | --------------------------------- | ----- | ------------ | --------------------------------- | --------------------------- |
| François d'Assise  | Norberto Proietti | Assise  | Basilique Saint-François d'Assise |       | 2005         | 43° 04′ 28″ nord, 12° 36′ 26″ est | François d'Assise, Assise   |
| Victor-Emmanuel II | Giulio Tadolini   | Pérouse | Piazza Italia                     |       | 1890         | 43° 06′ 32″ nord, 12° 23′ 18″ est | Victor-Emmanuel II, Pérouse |

### Piémont
| Œuvre                             | Auteur                             | Commune           | Localisation              | Notes | Installation | Coordonnées                      | Illustration                        |
| --------------------------------- | ---------------------------------- | ----------------- | ------------------------- | ----- | ------------ | -------------------------------- | ----------------------------------- |
| Giuseppe Govone                   | Arturo Stagliano                   | Alba              |                           |       | 2004         | 44° 41′ 49″ nord, 8° 02′ 03″ est | Giuseppe Govone, Alba               |
| Humbert Ier                       | Odoardo Tabacchi                   | Asti              | Piazza Fratelli Cairoli   |       | 1903         | 44° 53′ 57″ nord, 8° 11′ 52″ est | Humbert Ier, Asti                   |
| Charles-Albert                    | Abbondio Sangiorgio                | Casale Monferrato | Piazza Mazzini            |       | 1843         | 44° 53′ 57″ nord, 8° 11′ 52″ est | Charles-Albert, Casale Monferrato   |
| Alfonso La Marmora                |                                    | Turin             | Piazza Gianbatista Bodoni |       |              | 45° 03′ 48″ nord, 7° 41′ 02″ est | Alfonso La Marmora, Turin           |
| Castor                            | Abbondio Sangiorgio                | Turin             | Palais royal              |       | 1841         | 45° 04′ 19″ nord, 7° 41′ 08″ est | Castor, Turin                       |
| Charles-Albert                    | Carlo Marochetti                   | Turin             | Piazza Carlo Alberto      |       | 1861         | 45° 04′ 07″ nord, 7° 41′ 11″ est | Charles-Albert, Turin               |
| Emmanuel-Philibert de Savoie (en) | Carlo Marochetti                   | Turin             | Piazza San Carlo          |       | 1838         | 45° 04′ 04″ nord, 7° 40′ 57″ est | Emmanuel-Philibert de Savoie, Turin |
| Ferdinand de Savoie               | Alfonso Balzico                    | Turin             | Piazza Solferino          |       | 1877         | 45° 04′ 08″ nord, 7° 40′ 38″ est | Ferdinand de Savoie, Turin          |
| Pollux                            | Abbondio Sangiorgio                | Turin             | Palais royal              |       | 1841         | 45° 04′ 19″ nord, 7° 41′ 09″ est | Pollux, Turin                       |
| Soldat à cheval                   | Pietro Canonica                    | Turin             | Place Castello            |       | 1923         | 45° 04′ 14″ nord, 7° 41′ 09″ est | Image manquante                     |
| Victor-Amédée Ier                 | Andrea Rivalta et Federico Vanella | Turin             | Palais royal              |       | 1669         | à géolocaliser                   | Image manquante                     |

### Sicile
| Œuvre                    | Auteur              | Commune     | Localisation                  | Notes | Installation | Coordonnées                       | Illustration                |
| ------------------------ | ------------------- | ----------- | ----------------------------- | ----- | ------------ | --------------------------------- | --------------------------- |
| Gualtiero di Caltagirone | Giacomo Baragli     | Caltagirone | Piazza San Francesco d'Assisi |       | 1983         | 37° 14′ 09″ nord, 14° 30′ 49″ est | Image manquante             |
| Humbert Ier              | Mario Rutelli       | Catane      | Piazza Roma                   |       | 1911         | 37° 30′ 48″ nord, 15° 04′ 58″ est | Image manquante             |
| Giuseppe Garibaldi       | Vincenzo Ragusa     | Palerme     |                               |       | 1892         | 38° 07′ 53″ nord, 13° 21′ 04″ est | Giuseppe Garibaldi, Palerme |
| Victor-Emmanuel II       | Benedetto Civiletti | Palerme     | Piazza Giulio Cesare          |       | 1886         | 38° 06′ 37″ nord, 13° 22′ 00″ est | Image manquante             |

### Toscane
| Œuvre                                   | Auteur                | Commune  | Localisation                       | Notes                                               | Installation | Coordonnées                       | Illustration                   |
| --------------------------------------- | --------------------- | -------- | ---------------------------------- | --------------------------------------------------- | ------------ | --------------------------------- | ------------------------------ |
| La Rencontre de Teano (en)              | Oreste Calzolari (it) | Fiesole  | Piazza Mino                        | Statues de Giuseppe Garibaldi et Victor-Emmanuel II | 1906         | 43° 48′ 24″ nord, 11° 17′ 36″ est | La Rencontre de Teano, Fiesole |
| Statue équestre de Cosme Ier de Toscane | Giambologna           | Florence | Piazza della Signoria              |                                                     | 1594         | 43° 46′ 11″ nord, 11° 15′ 22″ est | Cosme Ier de Médicis, Florence |
| Ferdinand Ier (en)                      | Giambologna           | Florence | Piazza della Santissima Annunziata |                                                     | 1608         | 43° 46′ 35″ nord, 11° 15′ 38″ est | Ferdinand Ier, Florence        |
| Victor-Emmanuel II (en)                 |                       | Florence | Piazza Vittorio Veneto             |                                                     | 1890         | 43° 46′ 35″ nord, 11° 14′ 06″ est | Victor-Emmanuel II, Florence   |
| Victor-Emmanuel II                      | Augusto Rivalta       | Livourne |                                    |                                                     | 1892         | 43° 33′ 04″ nord, 10° 18′ 21″ est | Victor-Emmanuel II, Livourne   |
| Saint Martin                            |                       | Lucques  | Cathédrale Saint-Martin            |                                                     | 1300         | 43° 50′ 26″ nord, 10° 30′ 20″ est | Saint Martin, Lucques          |
| Giuseppe Garibaldi                      | Antonio Garella (it)  | Pistoia  | Piazza Garibaldi                   |                                                     | 1904         | 43° 55′ 51″ nord, 10° 55′ 00″ est | Giuseppe Garibaldi, Pistoia    |

### Trentin-Haut-Adige
| Œuvre                            | Auteur  | Commune       | Localisation | Notes                                                                                     | Installation | Coordonnées    | Illustration                                    |
| -------------------------------- | ------- | ------------- | ------------ | ----------------------------------------------------------------------------------------- | ------------ | -------------- | ----------------------------------------------- |
| Al Genio del Lavoratore Italiano | G. Gori | Ponte Gardena |              | nommée Al Genio del Fascismo en 1938, renommée en 1945, détruite dans un attentat en 1961 | 1938         | à géolocaliser | Al Genio del Lavoratore Italiano, Ponte Gardena |

### Vénétie
| Œuvre                   | Auteur                                       | Commune | Localisation                     | Notes | Installation | Coordonnées                       | Illustration                    |
| ----------------------- | -------------------------------------------- | ------- | -------------------------------- | ----- | ------------ | --------------------------------- | ------------------------------- |
| Gattamelata             | Donatello                                    | Padoue  | Piazza del Santo                 |       | 1453         | 45° 24′ 05″ nord, 11° 52′ 47″ est | Gattamelata, Padoue             |
| Giuseppe Garibaldi      | Ettore Ferrari                               | Rovigo  | Piazza Giuseppe Garibaldi        |       | 1896         | 45° 04′ 14″ nord, 11° 47′ 29″ est | Giuseppe Garibaldi, Rovigo      |
| Bartolomeo Colleoni     | Andrea del Verrocchio et Alessandro Leopardi | Venise  | Campo dei santi Giovanni e Paolo |       | 1483         | 45° 26′ 21″ nord, 12° 20′ 29″ est | Bartolomeo Colleoni, Venise     |
| Domenico Contarini      |                                              | Venise  | Église Santo Stefano             |       | 1650         | 45° 26′ 01″ nord, 12° 19′ 52″ est | Domenico Contarini, Venise      |
| L'Angelo della citta    | Marino Marini                                | Venise  | Collection Peggy Guggenheim      |       | 1948         | à géolocaliser                    | Image manquante                 |
| Victor-Emmanuel II      | Ettore Ferrari                               | Venise  | Riva degli Schiavoni             |       | 1887         | 45° 26′ 02″ nord, 12° 20′ 36″ est | Victor-Emmanuel II, Venise      |
| Cangrande della Scala   |                                              | Vérone  | Musée de Castelvecchio           |       | 1340         | à géolocaliser                    | Cangrande della Scala, Vérone   |
| Cansignorio della Scala | Bonino da Campione                           | Vérone  | Tombeaux des Scaligeri           |       | 1375         | 45° 26′ 37″ nord, 10° 59′ 56″ est | Cansignorio della Scala, Vérone |
| Giuseppe Garibaldi      | Pietro Bordini                               | Vérone  | Piazza Indipendenza              |       | 1887         | 45° 26′ 34″ nord, 10° 59′ 58″ est | Giuseppe Garibaldi, Vérone      |
| Mastino II della Scala  |                                              | Vérone  | Musée de Castelvecchio           |       | 1350         | à géolocaliser                    | Mastino II della Scala, Vérone  |
| Victor-Emmanuel II      | Ambrogio Borghi                              | Vérone  | Piazza Brà                       |       | 1883         | 45° 26′ 20″ nord, 10° 59′ 33″ est | Victor-Emmanuel II, Vérone      |